# 圣日耳曼村
圣日耳曼村（法語：Saint-Germain-Village，法語發音：[sɛ̃ ʒɛʁmɛ̃ vilaʒ]）是法国厄尔省的一个旧市镇，位于该省西北部，属于贝尔奈区。2018年，圣日耳曼村与市镇蓬托德梅尔合并为新的蓬托德梅尔。

## 地理
圣日耳曼村（49°20'57"N, 0°30'14"E）面积5.31 平方千米，位于法国诺曼底大区厄尔省，该省份为法国北部内陆省份，北起滨海塞纳省，西接奧恩省和卡爾瓦多斯省，南至厄尔-卢瓦省，东临瓦兹省、瓦兹河谷省和伊夫林省。
圣日耳曼村的时区为UTC+01:00、UTC+02:00（夏令时）。

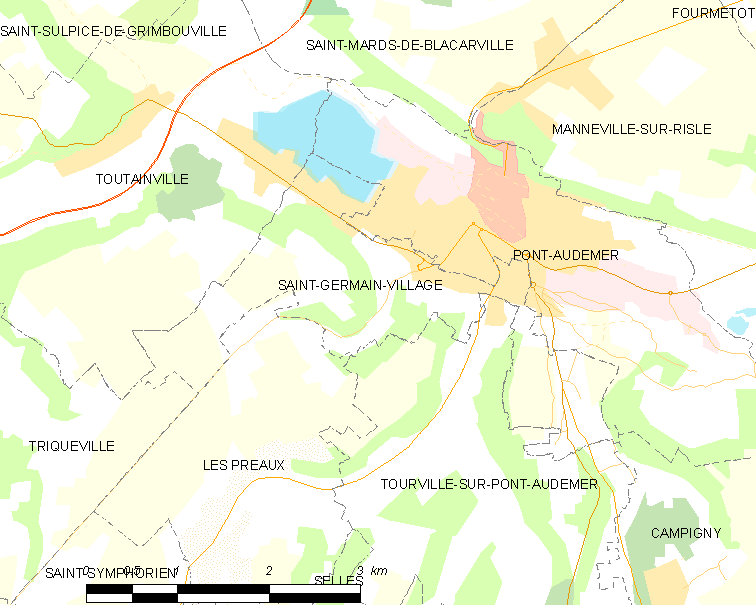
圣日耳曼村的OSM定位图

## 行政
圣日耳曼村的邮政编码为27500，INSEE市镇编码为27549。

## 政治
圣日耳曼村所属的省级选区为蓬托德梅尔县。

## 人口

1962-2008年间圣日耳曼村人口变化图示

圣日耳曼村于2018年1月1日时的人口数量为1678人。